# Лингаята
Лингаята или вирашиваизм — одно из течений в шиваизме, распространённое в Южной Индии. Лингаяты поклоняются Шиве как верховному и единственному божеству и носят на шее небольшой символ лингама. Принято считать, что вирашиваизм был основан брахманом Басавой в XII веке. Однако, по мнению ряда учёных, эта традиция гораздо древнее и Басава проповедовал учение, существовавшее до него. Вероучение лингаятов можно классифицировать как теистический монизм. Представления лингаятов о бхакти как о любовном познании Бога возможно возникли под влиянием вайшнавского ачарьи Рамануджи. Лингаяты порвали с ортодоксальным индуизмом, что особенно ярко проявилось в их культовой практике, в отвержении кастовой системы, авторитета Вед. Лингаяты также отрицают священность Ганга и других рек, поклонение святыням и не приемлют обряды сожжения трупов.

## Богословие
Для богословия Лингаяты центральное значение имеют три следующие концепции:
- Панчачара — кодекс поведения;
- Аштаварана — восемь защит;
- Шастхала — шесть этапов.

К ним вплотную примыкает концепция Шуньи (пустоты или небытия).

### Панчачара
Панчачара (санскр. पञ्चआचार, IAST: pañcācāra, «пять практик») — пять видов поведения, которых должен придерживаться любой лингаят. Включает в себя:
| Линга-ачара   | IAST: lingāchāra  | — ежедневная пуджа личному Лингаму;                                 |
| Сада-ачара    | IAST: sadāchāra   | — концентрация на личных обязанностях;                              |
| Шива-ачара    | IAST: śivāchāra   | — признание Шивы как Единого Бога и равенство всех людей перед ним; |
| Бхритья-ачара | IAST: bhŗtyāchāra | — гуманное отношение ко всем живым существам;                       |
| Гана-ачара    | IAST: ganāchāra   | — защита общины и её принципов.                                     |

### Аштаварана
Аштаварана (санскр. अष्टावरण, IAST: aṣṭāvaraṇa, «восемь защит» или «восемь покрытий») — восемь средств, добродетелей или правил, помогающих практикующему в духовном росте и достижению Мокши.
| 1. | Гуру               | Повиновение Гуру. |
| 2. | Линга              | Ежедневное поклоние Линге. |
| 3. | Джангам            | Почитать джангама, душу, посвятившую себя служению Шиве и близкую к совершенству.                                                                   |
| 4. | Вибхути или Бхасма | Наносить священный пепел на определенные участки тела.                                                                                              |
| 5. | Рудракша           | Носить рудракшу. |
| 6. | Падодака           | Выпивать небольшое количество воды, которая использовалась для омывания и почитания ног Гуру или джангама, или воды, которая была возлита на Лингу. |
| 7. | Прасада            | Предложение Линге, Гуру или джангаму еды (найведьи) и причащение тем, что осталось.                                                                 |
| 8. | Мантра             | Повторение Панчакшара-мантры с размышлением о Господе.                                                                                              |

Особенно важны первые три — Гуру, Линга, джангама — они три аспекта Шивы.

### Шастхала
Шатстхала (санскр. षट्स्थल, IAST: ṣaṭ-sthala, «шесть этапов») — концепция шести этапов пути (духовной практики), через которые душа проходит в стремлении к конечному Освобождению. Состоит из:
1. Бхакта-стхала;
2. Махешвара-стхала;
3. Прасади-стхала;
4. Праналинга-стхала;
5. Шарана-стхала;
6. Айкья-стхала — является кульминацией духовной практики. На этом этапе душа покидает физическое тело и сливается с Шивой.

Концепция Шатстхалы восходит к ранней агамической литературе (подробно рассматривается в Парамешвара-тантре). При этом в самой традиции вирашиваизма существовали различные точки зрения на неё (возможно, продолжающие существовать и по сей день): в то время, как сам Басава считал концепцию последовательными этапами развития души и, соответственно, Освобождение достигалось только на заключительном этапе, Чханнабасаванна считал, что душа способна достичь Освобождения на любом из этапов.